# Hugo Alexander Koch
Hugo Alexander Koch (* 9. März 1870 in Delft; † 3. März 1928 in Düsseldorf) war ein niederländischer Erfinder.

## Erfindung der Geheimschreibmaschine
Koch reichte am 7. Oktober 1919 seine Anmeldung Nr. 10.700 Geheimschrijfmachine (deutsch „Geheimschreibmaschine“) als Erfindung in den Niederlanden zum Patent an. Dabei handelte es sich um die Beschreibung einer Rotor-Chiffriermaschine. Am 18. September 1920 wurde diese Schlüsselmaschine auch in den Vereinigten Staaten zum Patent angemeldet, das dort am 14. April 1925 erteilt wurde.
Im Jahr 1915 hatten in Batavia (damals Hauptstadt von Niederländisch-Indien) die beiden niederländischen Marineoffiziere Theo van Hengel und Rudolf Spengler eine Rotor-Schlüsselmaschine erfunden. Ihnen wurde jedoch nicht gestattet, ihre Erfindung, eine verschlüsselnde Schreibmaschine, zum Patent anzumelden. Kurz vor Kochs Patentanmeldungen hatte Edward Hugh Hebern in den Vereinigten Staaten im Jahr 1917 die Idee zu einer Rotor-Chiffriermaschine, die er jedoch erst 1921 zum Patent anmeldete. Arthur Scherbius in Deutschland hatte bereits Jahr 1918 eine Rotormaschine zum Patent angemeldet. Drei Tage nach Hugo Koch folgte ebenfalls unabhängig von den anderen der Schwede Arvid Gerhard Damm mit seiner Patentanmeldung.
Hugo Koch hat die Erfindung nie kommerziell genutzt, um einen funktionsfähigen Prototyp oder gar eine Serienproduktion durchzuführen. Eine Verbindung zwischen der N. V. Ingenieursbureau Securitas in Amsterdam, der Gewerkschaft Securitas und der Chiffriermaschinen AG in Berlin ist anzunehmen. Die zahlreichen Übereinstimmungen der Patente sind kein Zufall. Scherbius’ Patent von 1918 beschreibt eine Glühlampen-Maschine. Kochs Patent von 1919 einer „schreibenden“ Maschine beschreibt v. a. das Rotor-Prinzip, ob elektromechanisch, pneumatisch oder optisch, und entspricht der Maschine, angemeldet von Scherbius am 2. Juni 1918, und der schreibenden, angemeldet am 13. Juni 1920.

## Übertragung der Patentrechte an die N.V. Securitas in Amsterdam
Am 29. April 1922 überträgt Hugo Alexander Koch seine Patentrechte auf die Naamlooze Vennootschap Ingenieursbureau Securitas in Amsterdam, an der er zu 3/10 beteiligt war. Die anderen Anteile hielten Joan Thomas und Henri Richard Dietrich zur Mühlen. In der Folgezeit meldete sie eine Reihe von weiteren Patenten an, die den in Berlin von der dortigen Gewerkschaft Securitas beantragten sehr ähnlich waren. Es wird vermutet, dass dadurch die Bestimmungen des Friedensvertrags von Versailles umgangen werden sollten.
Wortlaut der Übertragungsurkunde in holländischer Sprache:
Acte van overdracht. Ondergetekende Hugo Alexander Koch gevestigd te ’s-Gravenhage verklaart over te dragen aan Naamlooze Vennootschap Ingenieursbureau Securitas, gevestigd te Amsterdam Heerengracht 401/403, die verklaart aan te nemen de rechten voortvloeiende uit de Nederlandse Octrooiaanvrage No.13046 Ned. Kl. 15g, betreffende “Machine tot het omzetten van gewoon schrift in geheimschrift en omgekeerd” dat het bedrag, waarvoor die overdracht geschiedt, is geschat op vijf honderd gulden. ’s-Gravenhage, 29 April 1922 (w.g.) H.A. Koch*. Amsterdam, 2 Mei 1922, N.V. Ingenieursbureau “Securitas” (w.g.) Frans de Boer. Volgt de lastgevening fiat inschrijving. Namens de Centrale afdeling van den Octrooiraad (w.g.) Dijckmeester, Secretaris. Voor eensluidend afschrift. De Ambtenaar, houder der Registers
Vorgenannte Übertragungsurkunde (Wert der Maschine wurde darin auf 500 Gulden geschätzt) bezieht sich auf den Patentantrag 13046 vom 7. Oktober 1919. Das Patent NL 10700 wurde unter Vorbehalt erteilt.
Im Patentantrag der N.V. Ingenieursbureau “Securitas” of Amsterdam vom 18. Dezember 1920 in den USA wird noch einmal bestätigt, dass H. A. Koch sein Patent abgetreten hat.